# Einwellenlängenreflektometrie

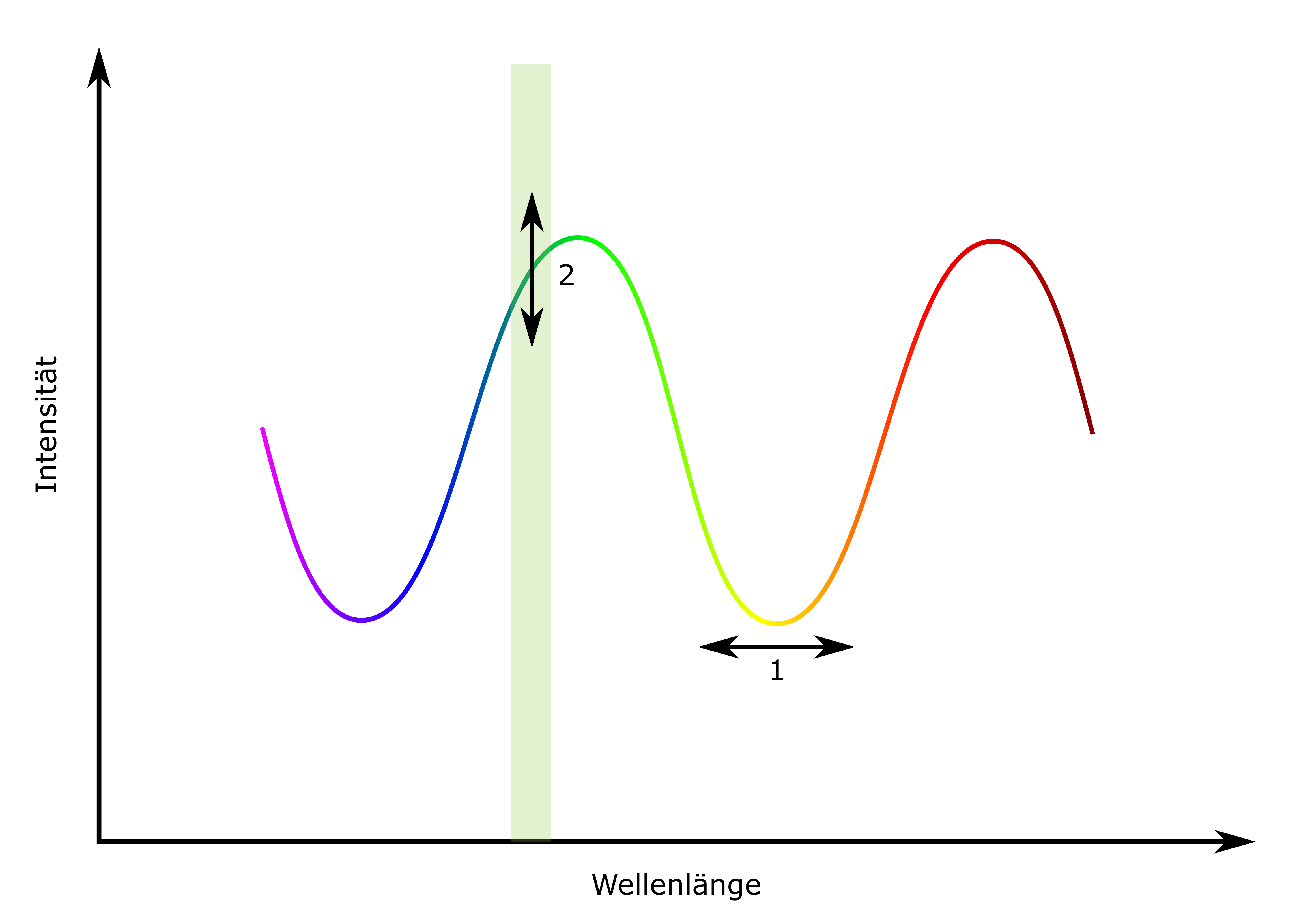
Reflektivitätsmessungen können auf unterschiedliche Arten realisiert werden. 1: Über die Änderung eines Exrempunktes (Minimum/Maximum) in x-Richtung über die Zeit. Biolayer Interferometry (BLI), RIfS 2: Über die Änderung der Intensität einer einzelnen Wellenlänge in y-Richtung

Einwellenlängenreflektometrie (englisch single colour reflectometry, SCORE), synonym bildgebende reflektometrische Interferenz (iRIf) und 1-Lambda-Reflektometrie, ist eine physikalische Methode, die auf Interferenz von monochromatischem Licht an dünnen Schichten beruht. Das Hauptanwendungsgebiet von SCORE ist die (bio-)molekulare Interaktionsanalyse, z. B. Protein-Protein-Interaktionen. Dabei werden zeitaufgelöste Bindungskurven erhalten, welche sowohl über die kinetischen und thermodynamischen Eigenschaften der beobachteten Wechselwirkung(en) als auch über die Konzentration des verwendeten Analyten Aufschluss geben. Diese (bio-)physikalischen Eigenschaften sind im pharmazeutischen Screening von Pharmaka sowie im Wirkstoffdesign, in Biosensoren und anderen biomedizinischen Anwendungen, in der Diagnostik und in zellbasierten Bioassays von großer Bedeutung.

## Prinzip
Das grundlegende Messprinzip entspricht dem Fabry-Pérot-Interferometer.

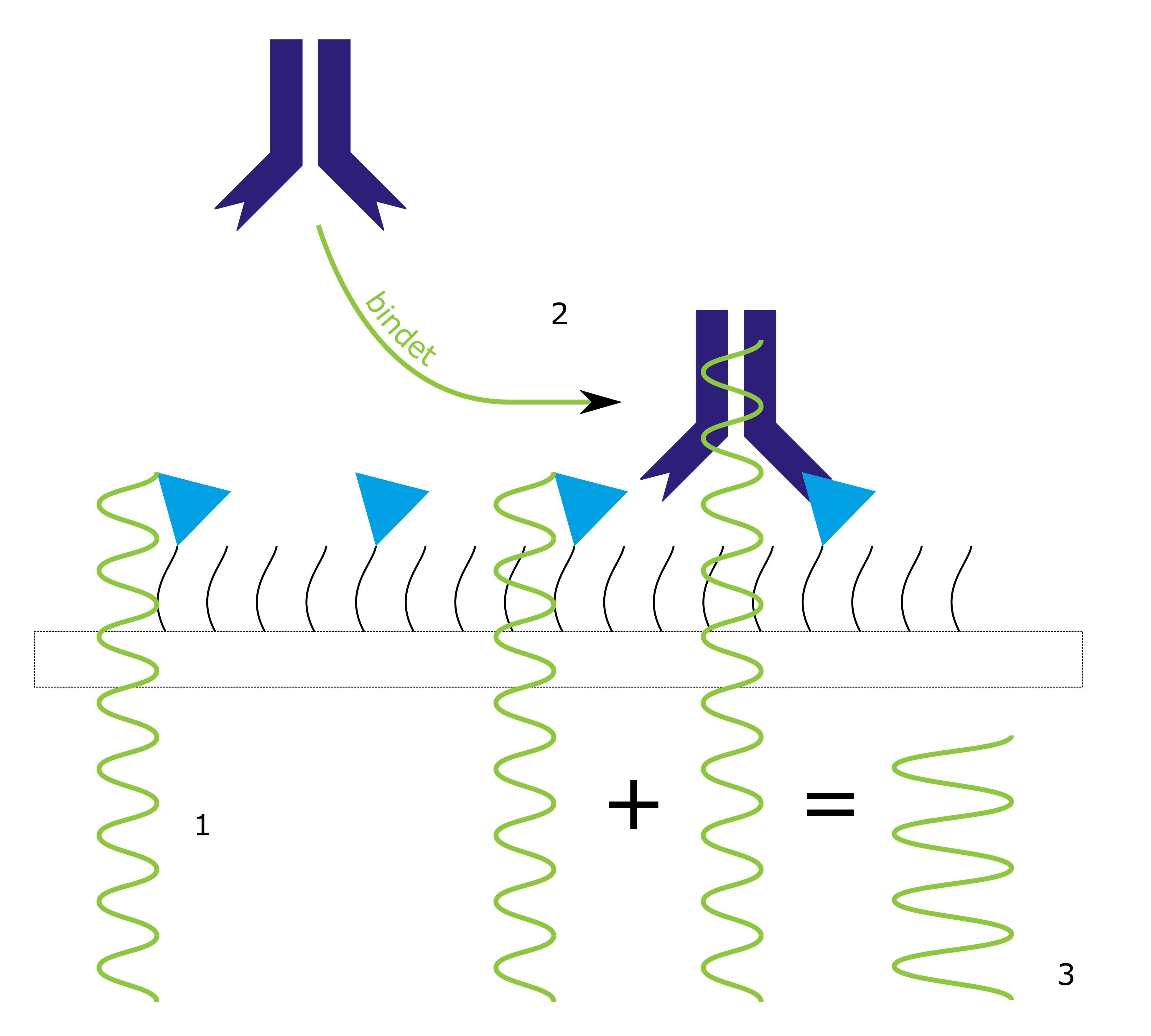
1: Monochromatisches Licht wird an der Phasengrenze reflektiert, 2: bei Anbindung eines (Bio-)Moleküls ändern sich die Reflexionsbedingungen, dies führt zu 3: einer Erhöhung der Intensität durch konstruktive Interferenz.

## Realisierung
Monochromatisches Licht wird senkrecht auf die Rückseite eines transparenten Mehrschichtsystems eingestrahlt. Das einfallende Licht wird dabei an jeder Grenzfläche des Mehrschichtsystems zum Teil transmittiert und zum Teil reflektiert. Die Überlagerung der reflektierten Teilstrahlen führt zu konstruktiver und destruktiver Interferenz (abhängig von der Wellenlänge des verwendeten Lichts und von den Materialien des verwendeten Mehrschichtsystems). Mittels einer Photodiode, CCD- oder CMOS-Kamera kann dieser Interferenzeffekt als Intensitätsänderung aufgezeichnet werden.
Die sensitive Schicht auf dem Mehrschichtsystem kann (bio-)chemisch mit Rezeptormolekülen, z. B. Antikörpern, modifiziert werden. Bei der spezifischen Anbindung von Liganden an diese immobilisierten Rezeptormoleküle ändert sich der Brechungsindex n und die physikalische Schichtdicke d der sensitiven Schicht. Das Produkt aus n und d ergibt die sog. optische Schichtdicke (n·d) der sensitiven Schicht.

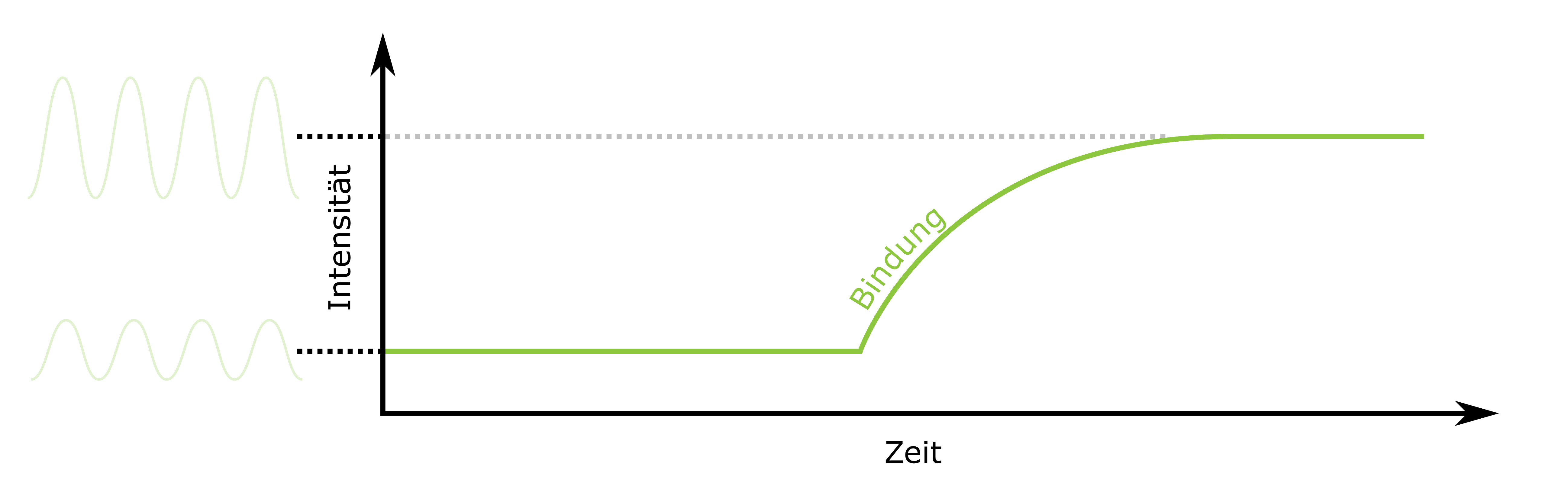
Exemplarische Bindungskurve in der Auftragung Intensität vs Zeit

Die Änderung der Intensität des reflektierten Lichts während der (bio-)molekularen Interaktion über die Zeit kann als sog. Bindungskurve aufgezeichnet werden. Diese enthält Informationen über:
- die Konzentration des verwendeten Liganden/Analyten
- die kinetischen Konstanten (Assoziations- und Dissoziationsratenkonstanten) der Rezeptor-Ligand-Bindung
- die Bindungsstärke (Affinität) zwischen Rezeptor und Ligand
- die Spezifität der Interaktion zwischen Rezeptor und Ligand

Verglichen mit der Bio-Layer-Interferometrie (BLI), welche die Verschiebung des Interferenzspektrums während der Anbindung für die Erzeugung der Bindungskurven verwendet, zeichnet SCORE nur die Intensitätsänderung des reflektierten Lichts mittels einer Photodiode, CCD- oder CMOS-Kamera auf. Somit ist es möglich, nicht nur eine Interaktion auf einmal zu beobachten, sondern ortsaufgelöst in hochdichten Arrays bis zu 10.000 Interaktionen pro Quadratzentimeter zu analysieren.
Verglichen mit der Oberflächenplasmonenresonanzspektroskopie (SPR-Spektroskopie), welche durch die Eindringtiefe des evaneszenten Feldes limitiert ist, ist SCORE in ihrer Eindringtiefe durch die Kohärenzwellenlänge der verwendeten Lichtquelle limitiert. Diese beträgt normalerweise einige Mikrometer. Dies ist besonders in Bioassays, in denen ganze, lebende Zellen verwendet werden, relevant. Des Weiteren ist die SCORE-Technik (wie auch die BLI) störungsunanfällig gegenüber Temperaturänderungen während der Messung. Die SPR-Spektroskopie erfordert hingegen eine aufwändige Thermostatisierung, da sie die Änderung des Brechungsindexes detektiert, welcher stark temperaturabhängig ist.

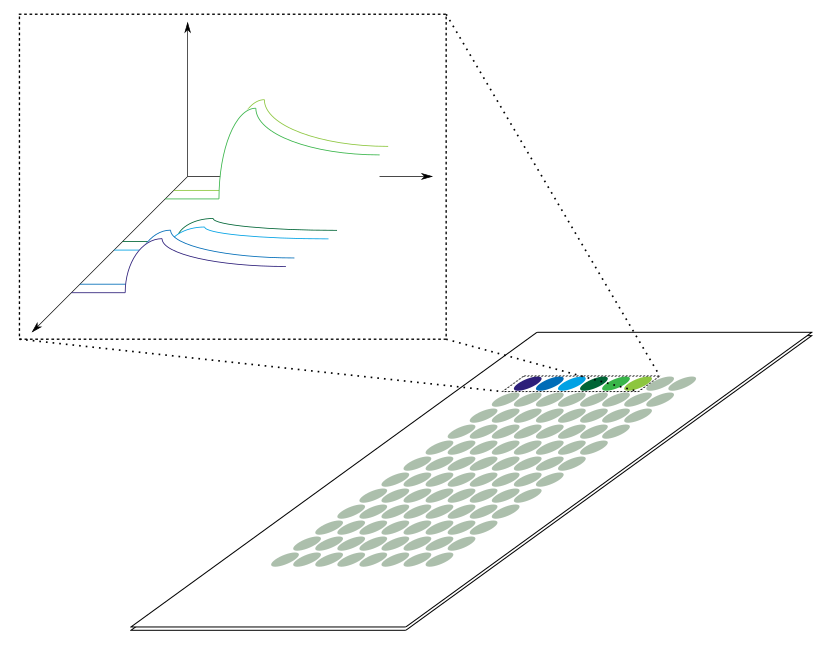
Jeder Spot eins Mikroarrays resultiert in einer zeitaufgelösten Bindungskurve.

## Anwendungen
SCORE wird vor allem als Detektionsmethode in Bio- und Chemosensoren angewendet. Sie ist (wie die RIfS, BLI und SPR auch) eine markierungsfreie Technik, mit der es möglich ist, die Anbindung von Analytmolekülen an die Sensoroberfläche zeitaufgelöst zu detektieren, ohne dass hierzu Fluoreszenz- oder Radioaktivitätsmarker benötigt werden.
Die SCORE-Technik wurde durch die Biametrics GmbH, einen Gerätehersteller mit Sitz in Tübingen, Deutschland vermarktet und vertrieben. Im Januar 2020 wurde die Biametrics GmbH und ihre Technologie von der BioCopy Holding AG mit Sitz in Aadorf, Schweiz, übernommen.